# Baz Luhrmann
Mark Anthony "Baz" Luhrmann, (Sydney, 17 de setembro de 1962) é um cineasta, roteirista e produtor australiano.

## Filmografia
- 2022 -  Elvis
- 2016 - The Get Down
- 2013 - The Great Gatsby
- 2009 - Dirigiu a performance do musical The Musical Is Back
- 2009 - Oh My God
- 2008 - Australia
- 2001 - Moulin Rouge!
- 1996 - Romeo + Juliet
- 1992 - Strictly Ballroom

## Prémios e nomeações
- Recebeu uma nomeação ao Óscar, na categoria de Melhor Filme, por seu trabalho como produtor de "Moulin Rouge" (2001).
- Recebeu uma nomeação ao Globo de Ouro, na categoria de Melhor Realizador, por "Moulin Rouge" (2001).
- Recebeu duas nomeações ao BAFTA, na categoria de Melhor Realizador, por "Romeu and Juliet" (1996) e "Moulin Rouge" (2001). Venceu em 1996.
- Recebeu três nomeações ao BAFTA, na categoria de Melhor Filme, por seu trabalho como produtor de "Strictly ballroom" (1992), "Moulin Rouge" (2001) e "Elvis" (2022).
- Recebeu duas nomeações ao BAFTA, na categoria de Melhor Argumento Adaptado, por "Strictly ballroom" (1992) e "Romeu and Juliet" (1996). Venceu em 1996.
- Recebeu uma nomeação ao BAFTA, na categoria de Melhor Argumento Original, por "Moulin Rouge" (2001).
- Recebeu uma nomeação ao César, na categoria de Melhor Filme Estrangeiro, por "Moulin Rouge" (2001).
- Recebeu uma nomeação ao Prémio Bodil de Melhor Filme Não-Americano, por "Moulin Rouge" (2001).
- Recebeu uma nomeação ao Prémio Critics' Choice na categoria de Melhor Direção, por Elvis (2022).